# Cabo de Buena Esperanza (schip, 1921)
De Cabo de Buena Esperanza was een passagiersschip dat in Nederland bekendheid geniet, omdat het als Spaans schip in 1942 ruim vijftig Nederlandse Engelandvaarders van Barcelona via Gibraltar naar Curaçao of Argentinië of Brazilië bracht.

## Schip
Ontworpen als "535" class cargo liner (E.F.C. Design 1029) van de US Shipping Board, waarvan er in de jaren 1920-1922 enkele werden gebouwd in opdracht van de Pacific Mail Lines. Het maakte in 1921 haar eerste reis van San Francisco naar Manilla onder de naam Hoosier State. In 1922 werd ze verkocht aan The Dollar Line en vernoemd als President Lincoln, toen die de naam en goodwill van Pacific Mail overnam. In 1925 liep ze ook aan de grond in Gatun Lake in het Panamakanaal. In 1938 werd The Dollar Line overgenomen door de American President Lines, een bedrijf van de Amerikaanse overheid.
Het schip werd opgelegd in San Francisco. In 1940 werd het schip verkocht aan Berge y Cía. uit Spanje die het de naam Maria del Carmen gaf. Nog datzelfde jaar werden de schepen van die lijn overgenomen door Compañía Ybarra die vanuit Barcelona opereerde en het schip weer vernoemde tot Cabo de Buena Esperanza (Cabo).
In 1950 werd het uit de dienst genomen en in 1958 gesloopt.

## Passagiers
Tijdens een reis in mei 1942 waren er verschillende vluchtelingen aan boord:
- Jan van Blerkom
- Bram Grisnigt[1]
- Pieter Hoekman
- Gerco Vollema
- Geertruida Vollema-Nijenhuis
- Jaap Rosen Jacobson
- Jan Wynekes
- Theo Wachtel
- Albert Scheffer
- Henk Kroese
- Charles Hugenholtz
- Lou Wijnbergen[2]

Tijdens een reis in juli 1942 was aan boord: Leo Akkermans. (Gevlucht  uit  Nederland 3 december 1941 via Frankrijk. In Frankrijk opgepakt en geplaatst in concentratiekamp in Barcares.)
De Cabo voer eerst naar Gibraltar met ongeveer veertig Engelandvaarders aan boord. De bedoeling was hen af te zetten in Curaçao. Een Engelse patrouilleboot kwam langszij en haalde 15 Engelandvaarders (officieren en aspirant-officieren) af. Twee achterblijvers, Albert Scheffer en Theo Wachtel sprongen van boord en werden door de patrouilleboot opgepikt. Toen de Cabo al wegvoer, sprongen ook Henk Kroese en Charles Hugenholtz van boord, maar misten de patrouilleboot en zij verdronken.